# Chevalier Paul (D621)
Chevalier Paul (D621) je francouzská protiletadlová fregata, která byla přijata do služby v červnu 2009. Jedná se o druhou a poslední jednotku francouzské větve třídy Horizon.

## Stavba
Stavba fregaty Chevalier Paul začala v lednu roku 2005 v loděnici Direction des Constructions Navales (DCNS). 13. ledna 2005 byla loď spuštěna na vodu a v červnu roku 2009 byl Chevalier Paul uveden do služby.

## Technické specifikace

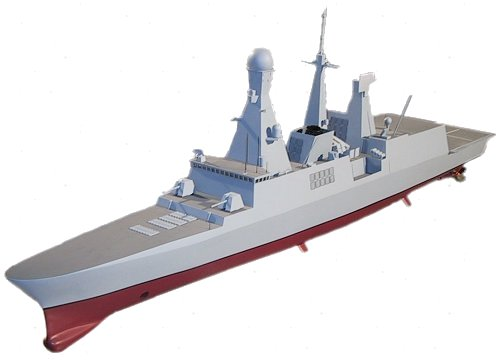
Model fregaty

Fregata je dlouhá skoro 153 m, široká 20,3 m a ponor dosahuje hloubky 5,4 m. Chevalier Paul je poháněn dvěma plynovými turbínami General Electric LM2500 a dvěma dieselovými motory SEMT-Pielstick 12PA6 STC. Loď může plout rychlostí až 29 uzlů (53,7 km/h) a posádku tvoří 174 důstojníků a námořníků.